# Tadeáš Hájek

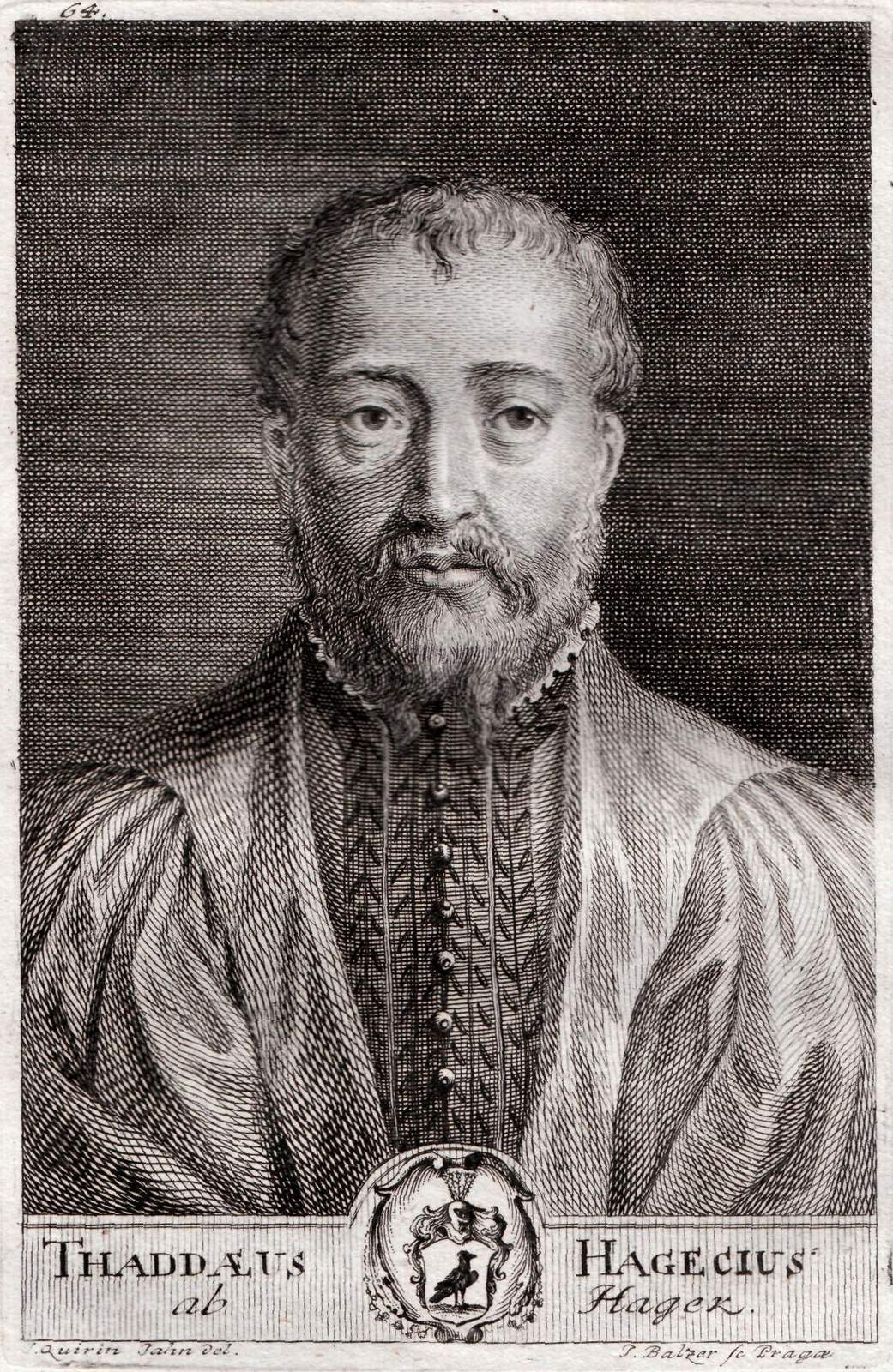

Tadeáš Hájek (1525–1600) – czeski astronom, matematyk i lekarz.

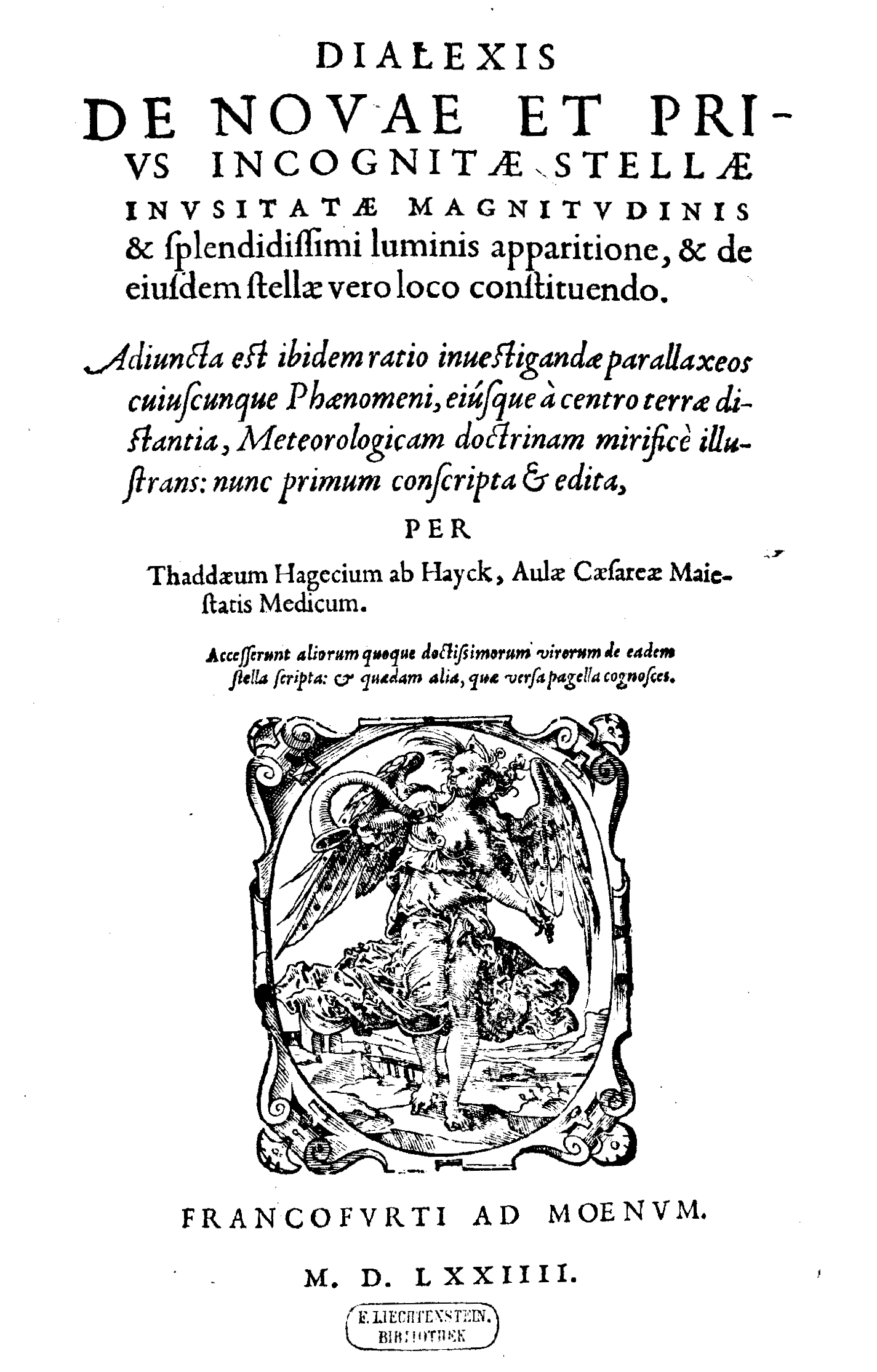
Tadeáš Hájek, Dialexis de novae et prius incognitae stellae inusitatae magnitudinis et splendidissimi luminis apparitione, et de eiusdem stellae vero loco constituendo, 1574

Studiował w Wiedniu i Mediolanie, następnie osiadł w Pradze i przez pewien czas wykładał matematykę na tamtejszym uniwersytecie. W 1572 został mianowany nadwornym lekarzem cesarza Maksymiliana II i do jego śmierci przebywał w Wiedniu. Następnie został nadwornym lekarzem Rudolfa II, przenosząc się razem z nim do Pragi.
Czynny był jako astronom dokonując obserwacji komet i supernowej w gwiazdozbiorze Kasjopei. Był pierwszym czeskim astronomem, który wyznaczył współrzędne gwiazd na podstawie ich obserwacji w południku.
W 1575 roku w czasie pobytu w Ratyzbonie na sejmie koronacyjnym Rudolfa II poznał Tychona Brahego i utrzymywał z nim kontakt do śmierci. Jego zasługą było to, że cesarz zaprosił duńskiego astronoma do Pragi.